# Oncidium hermansianum
Oncidium hermansianum är en orkidéart som först beskrevs av Willibald Königer, och fick sitt nu gällande namn av Mark W. Chase och Norris Hagan Williams. Oncidium hermansianum ingår i släktet Oncidium och familjen orkidéer. Inga underarter finns listade i Catalogue of Life.